# Цариця небесна (античність)

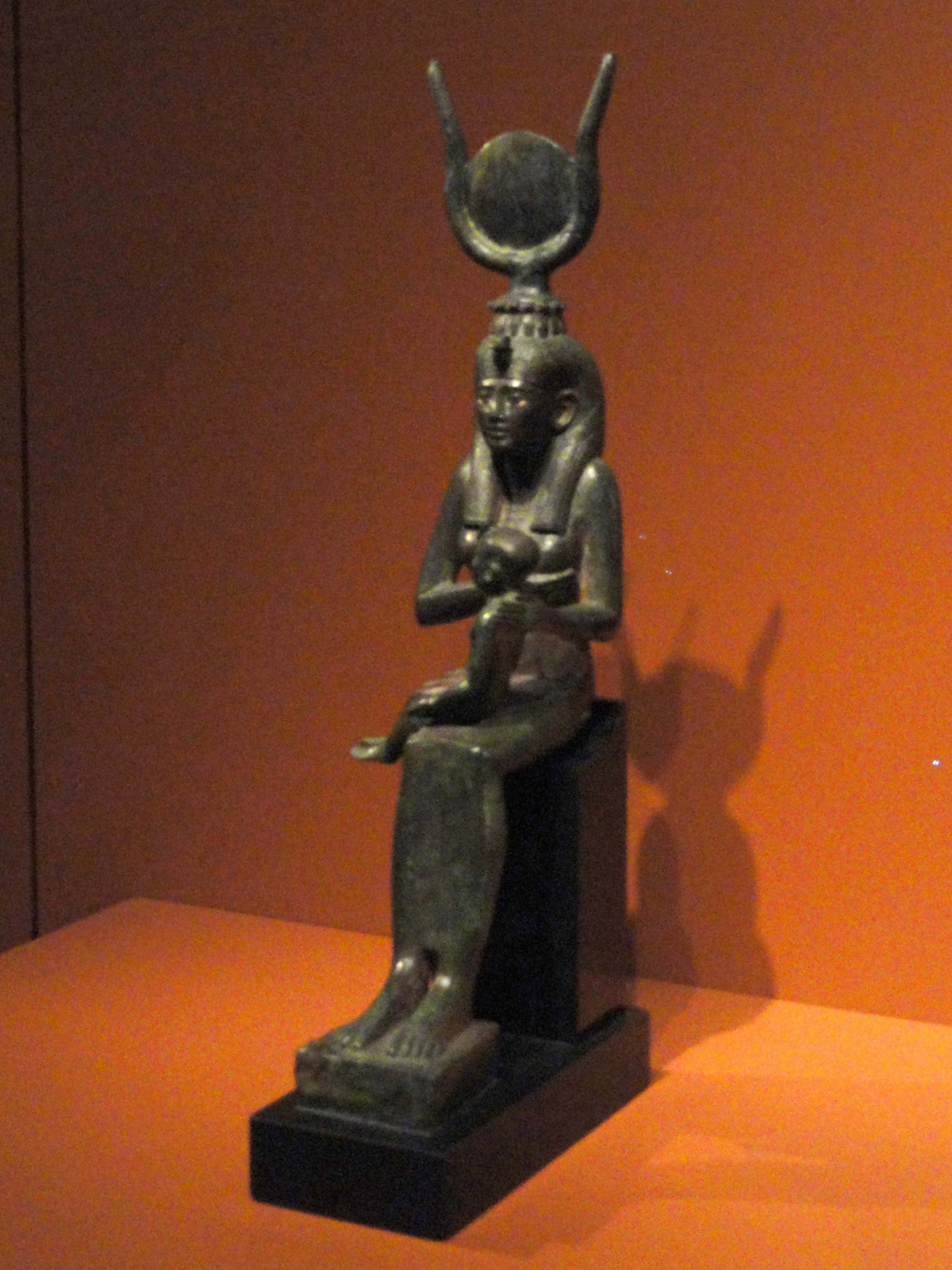
Статуя Ісіди з немовлям Гором. Музей мистецтв Нельсона-Аткінса. США.

Цариця Небесна (Пані небес, Господиня неба, Володарка неба) — був титулом небесних богинь в Середземномор'ї і на Близькому Сході. До таких богинь належали Анат, Ісіда, Хатхор, Інанна, Астарта, Гера і можливо богиня Ашера (згідно пророка Єремії). В інших країнах цей титул носили богиня Фрігг на півночі і Юнона в Римській імперії. Форми та особливості поклоніння були різноманітними. У наші дні цей титул використовується католиками і православними християнами для Діви Марії.

## Ісіда

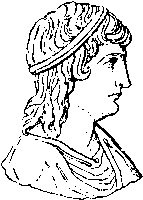
Апулей писав про Царицю Ісіду як про Царицю небесну.

Ісіда була однією з перших богинь, які шанувалися в стародавньому Єгипті. Грецький історик Геродот, в п'ятому столітті до н. е. писав, про те, що Ісіда була єдиною богинею, якій поклонялися саме так, і чий вплив був настільки поширений, що її об'єднали з грецькою богинею Деметрою.Після завоювання Єгипту Олександром Македонським і еллінізації єгипетської культури, ініційованої Птолемеєм I, Ісіда стала більш відомою як «Пані небес». Луцій Апулей підтвердив це в 47 главі одинадцятої книги, у своєму романі «Золотий віслюк», в якому його персонаж молився «Цариці небесній». В одному з уривків говориться, що сама богиня відповіла на його молитву, тим самим ототожнюючи себе з Ісідою і Царицею небесною.
| Ліві лапки | Тоді з заплаканим обличчям, я здійснив молитву богині могутній, кажучи: О благословенна Цариця небесна... | Праві лапки |

| Ліві лапки | Після того як божественна форма вдихала приємні спеції родючої Аравії, вона не гребувала своїм божественним голосом вимовити ці слова, звернені до мене: Дивись Луцій, я прийшла, твій плач і молитви спонукали мене прийти на допомогу до тебе. Я та, хто є матір'ю всіх речей, володарка і правителька всіх елементів, яка заснувала потомство усього світу, глава сили божественної, я Цариця небесна ... і єгиптяни, які вправні у всіх тонкощах найдавнішого пізнання, які у своїх церемоніях навчені поклонятися мені, кличуть мене Царицею Ісідою. | Праві лапки |